# Херес КД
Херес Клуб Депортиво (на испански: Xerez Club Deportivo, S. A. D.) е испански футболен отбор от град Херес де ла Фронтера, област Андалусия. Основан е през 1907 г.
През сезон 2009/10 тимът играе в Примера дивисион, но в следващите години поради финансови проблеми следва стремглаво пропадане, за да се озове в Примера дивисион де Андалусия – регионалната лига на областта.